# Георги Бакалов (издателство)
Вижте пояснителната страница за други личности с името Георги Бакалов.
„Георги Бакалов“ е издателство във Варна.

## История
Издателството е основано на 18 януари 1960 г. като Държавно издателство – Варна. Първоначално то има общ характер, впоследствие се профилира за литература с морска тематика, икономическа литература, преводна и оригинална художествена литература. Сътрудници на издателството са Александър Геров, Александър Муратов, Анастас Стоянов, Андрей Германов, Атанас Далчев, Боян Болгар, Дора Габе, Ефрем Каранфилов, Ивайло Петров, Иван Давидков, Любен Станев, Петър Славински и др. Много световни имена се появяват за пръв път в книжната продукция на това издателство, напр. Чеслав Милош („Поробеният разум“, 1992 г.). Издават се разнообразни поредици и библиотеки, най-популярна от които е Библиотека „Галактика“.

## Библиотека „Нептун“
1965 г.
- Стъпки по пясъка (Дивите обитатели на южното Черноморие) – Николай Райков,

1966 г.
- Ние идваме от морето – Ханс Хас
- Атлантида – Кирил Кръстев
- Сивата сова (повест) – Михаил Пришвин

1967 г.
- Живото море – Жак-Ив Кусто, Джеймс Дюган
- Човекът навлиза в морето – Панайот Бончев

1968 г.
- Към Великата дъга (древни плавания и пътешествия) – сборник
- Вълна след вълна. Пътешествие сред животните от полярния кръг – Свен Йилсетер
- Те принадлежат на всички (очерк за дивите животни в Африка) – Бернхард Гжимек

1969 г.
- Сред огън и вода. Океанографски изследвания край рифовете в Червено море и вулканични проучвания в Централна Африка – Харун Тазиев
- Експедиция към неизвестното – Ханс Хас
- Риби пеят в Укаяли (пътепис за река Амазонка) – Аркади Фидлер
- Под звездите на Южния кръст – Петър Коларов

1970 г.
- Остров след остров. Оазиси на животинския свят в Западното полукълбо – Свен Йилсетер
- Подводната история на човечеството. 10 000 г. под моретата – Жан-Албер Фоекс
- Синият континент. Океанолозите ни даряват нов континент – Хелмут Ханке

1971 г.
- Експедиция Кайо Ларго. Природопис на Антилския коралов свят (Геоложки и ихтиологически изследвания) – Еуген Балон, Ян Сенеш
- Чудният остров Възкресение. Очи гледат звездите (Археологическа експедиция) – Франсис Мазиер
- Красота, родена сред океана. Островитянското изкуство – Кирил Кръстев

1972 г.
- В далечното синьо море – Всеволод Зенкович
- Край островите на вечното лято – Петър Коларов
- Ра (Пътешествие с папиросова лодка из Атлантическия океан) – Тур Хейердал

1973 г.
- Лунни ритми (научнопопулярен очерк) – Виктор Алтшулер, Валерий Гурвич
- Самотни мореплаватели – Жан Мериен

1974 г.
- Фаровете – Лий Чадуик
- Съкровищата на Армадата – Робер Стенюи
- Маршът на „Черномор“ (документална повест) – Александър Подражански, Михаил Ростарчук, Георги Стефанов

1975
- Акулите (научнопопулярен очерк) – Жак-Ив Кусто, Филип Кусто
- Потъналата флотилия (очерк за подводната археология) – Михаил Лазаров

1976 г.
- Самотният рейс на „Опти“ (Околосветско пътешествие) – Леонид Талига
- Пътувания в бездната (Океанографски изследвания) – Жак Стевенс
- Човекът живее под водата – Павел Боровиков, Виктор Бровко

1977
- Загадките на Океания (очерци) – Андрей Аксьонов, Игор Белоусов
- Възрастта не е пречка (пътешествие през Тихия океан от Южна Америка до Австралия) – Уилям Уилис
- Тайфун над Манила – Денеж Балаш

1978 г.
- Скитници над океаните (научнопопулярен очерк за морските птици) – Симеон Симеонов
- Фату Хива: Назад към природата (Пътешествие до Маркизките острови) – Тур Хейердал
- Октоподите. Гъвкавата интелигентност (научнопопулярен очерк) – Жак-Ив Кусто, Филип Долие

1979 г.
- Китовете. Могъщите владетели на моретата (научнопопулярен очерк) – Жак-Ив Кусто, Филип Долие
- Сред ледове и корали (научнопопулярни очерци) – Сергей Рибаков

1980 г.
- Между Рака и Козирога (Експедиция на съветския научноизследователски кораб „Дмитрий Менделеев“ в Тихия океан) – Димитър Клисуров
- Непознатата Микронезия (очерк) – Милослав Стингъл
- Делфините (научнопопулярен очерк) – Жак-Ив Кусто, Филип Диоле

1981 г.
- Светът под водата – Ханс Хас
- Пътешествието „Брендан“ (През Атлантическия океан от Ирландия до Северна Америка) – Тим Северин

1982 г.
- Археология на морското дъно (очерк) – Джордж Бас
- Експедиция „Тигрис“ – Тур Хейердал

1983 г.
- Деветдесет дни в Червено море (Очерк за експедиция АКРОПОРА 76) – Зонфрид Щрайхер

1984 г.
- Виждам дъното на Байкал (научно-популярно четиво) – Александър Подражански

1985 г.
- Пътешествието „Синдбад“ (От Оман до Китай) – Тим Северин

1987 г.
- Тайните на ледения континент (Експедиции до Антарктида) – Игор Зотиков

1988 г.
- Далеч от брегове и фарватери – Петко Димитров

## Библиотека „Морета, брегове и хора“
№ 1 – Китоловци в залива Мелвил (Автобиографична повест) – Педер Фройхен (1964)
№ 2 – По следите на морските катастрофи – Лев Скрягин (1964)
№ 3 – Отчаяно пътешествие – Джон Колдуел (1965)
№ 4 – Големият риск (Експедицията Тахити Нуи) – Бенгт Даниелсон (1965)
№ 5 – Доброволен корабокрушенец – Ален Бомбар (1965)
№ 6 – Капитан Дюк – Александър Грин (1965)
№ 7 – Седем разказа за седемте океана – Сборник (1966)
№ 8 – Моряшка жена (Морски разкази) – Константин М. Станюкович (1966)
№ 9 – Тайфун. Тайният спътник. Фалк (Повести) – Джоузеф Конрад (1966)
№ 10 – Великите мореплаватели на ХVIII век (Очерци) – Жул Верн (1966)
№ 11 – И Пенелопа пътешестваше – Ани Ван де Виле (1967)
№ 12 – Мутафо. Нещото, което се носи от вътъра (Невероятните истории на славните християнски мореплаватели Томас Трим и Уилиям Щайнерт, записи от Тоби Суогър) – Ем Велк (1967)
№ 13 – Господарят Джим – Джоузеф Конрад (1968)
№ 14 – Венецианският авантюрист Марко Поло. Разказ за живота, епохата и книгата на месер Марко Поло – Хенри Х. Харт (1968)
№ 15 – Бордовият дневник на Сатаната (Хроника на пиратството) Ханс Лайп (1969)
№ 16 – Христофор Колумб – мореплавателят – Самуел Е. Морисън (1969)
№ 17 – „Курун“ около света – Жак Ив льо Тумлен (1969)
№ 18 – Пътуванията на Джеймс Кук около света
(Корабни дневници) – Джеймс Кук (1970)
№ 19 – Корабът на обречените (Гибелта на „Титаник“) – Гюнтер Крупкат (1970)
№ 20 – 	По следите на морските катастрофи – Лев Скрягин (1970)
№ 21 – „Фрам“ през Полярното море (Норвежка полярна експедиция 1893 – 1896 г.) – Фритьоф Нансен; С допълнение от капитан Ото Свердруп (1970)
№ 22 – Рароя – щастливият остров – Бенгт Даниелсон (1971)
№ 23 – Слуга на ветровете. Морският дракон (Биография на Френсис Дрейк) – Ънли Бредфърд (1971)
№ 24 – Жена в морето – А. С. Новиков-Прибой (1971)
№ 25 – Експедицията на адмирал Сенявин в Средиземно море – Е. В. Тарле (1972)
№ 26 – Дневници – Христофор Колумб (1972)
№ 27 – Морякът, смъртта и дяволът – Хелмут Ханке (1973)
№ 28 – Адмирал Ушаков (биографичен роман) – Леонтий Ушаков (1973)
№ 29 – Тайната на летящия холандец – Лев Скрягин (1974)
№ 30 – По море със „Снарк“. Бунтът на „Елсинор“ – Джек Лондон (1974)
№ 31 – Живот върху леда – Иван Д. Папанин (1975)
№ 32 – Морски легенди и митове – събрал и обработил Хари Тромер (1975)
№ 33 – RAEM са моите позивни – Ернст Кренкел (1976)
№ 34 – Славата на Холандия – Ян де Хартох (1976)
№ 35 – Пътуване с „Либердаде“. Сам около света (Околосветско морско пътешествие) – Джошуа Слокъм (1977)
№ 36 – Фрегата Палада (Пътеписи) Том 1 – Иван Гончаров (1977)
№ 37 – Фрегата Палада (Пътеписи) Том 2 – Иван Гончаров (1977)
№ 38 – Фицрой – капитанът на „Бийгъл“ – Харолд Е. Л. Мелерш (1978)
№ 39 – Първото пътешествие около Земята – Антонио Пигафета, Роберт Грюн (1978)
№ 40 – Истинската история за завоюването на Нова Испания – Бернал Диас дел Кастильо (1979)
№ 41 – Ново пътешествие около света 1823 – 1826 (Сборник очерци) – Ото Е. Коцебу (1979)
№ 42 – Португалски хроники – Алвару Велю, А. С. П. Гамиту, Руи ди Пина (1979)
№ 43 – Смелите пътешествия на капитан Вос – Джон Клаус Вос (1980)
№ 44 – Двукратни изследвания в Южния ледовит океан – Ф. Ф. Белинсхаузен (1980)
№ 45 – На северозапад към залива Хъдсън (Биография на датския мореплавател Йенс Мунк) – Торкилд Хансен (1980)
№ 46 – С „Камчатка“ около света – Василий Головнин (1981)
№ 47 – Две години в кубрика (Дневник) – Ричард Хенри Дейна (1981)
№ 48 – Светът обиколен (Биография на Френсис Дрейк) – Дерек Уилсън (1982)
№ 49 – Пътешествие около света през 1803, 1804, 1805 и 1806 година с корабите „Надежда“ и „Нева“ – Иван Крузенщерн (1982)
№ 50 – Елкано (Биография) – Хосе де Артече (1983)
№ 51 – Странствуване (Пътепис) – Фернау Мендиш Пинду (1984)
№ 52 – Пътешествия и открития – Ричард Хаклут (1984)
№ 53 – Последното плаване (Дневник на Джеймс Кук) – Хемънд Инис (1985)
№ 54 – Към непознати брегове – Мария Марич (1985)
№ 55 – Великата армада – Дейвид Хауарт (1986)
№ 56 – Тайните на белите простори (История на I международна полярна експедиция) – Василий Пасецки (1986)

## Библиотека „Океан“ (1976 – 1989 г.)
1. Разкази от острова – 	Владимир Назор (1976), хърватска, I изд.
2. Къса нощ през декември – Пьотр Губанов (1976), руска, I изд.
3. Морски повести – Габриел Гарсия Маркес, Моасир Лопес (1976), колумбийска/бразилска I изд.
4. Братята ми, хората – Янис Манглис (1977), гръцка, I изд.
5. Контрабанда – Енрике Серпа (1977), кубинска, I изд.
6. Океанът – Виторио Роси (1977), италианска, II изд.
7. Влекачът – Роже Версел (1978), френска, I изд.
8. Монтаук – Макс Фриш (1977), немска, I изд.
9. Старите моряци – Жоржи Амаду (1978), бразилска, II изд.
10. Натясно в ъгъла – Съмърсет Моъм (1978), английска, I изд.
11. През огън и вода – Анджей Браун (1978), полска, I изд.
12. Валя – Сергей Сергеев-Ценски (1979), руска, I изд.
13. Магелан – Стефан Цвайг (1979), австрийска, VI изд.
14. Гората на дъждовете – Оливия Манинг (1979), английска, I изд.
15. Корсарят и статуята – Костас Асимакопулос (1979), гръцка, I изд.
16. Девойката от Фаньо – Гюнтер Вайзенборн (1979), немска, I изд.
17. Така блести морето – Черстин Йорансон-Люнгман (1979), шведска, II изд.
18. Белият юг – Хамънд Инис (1979), английска, I изд.
19. Заливът Малдорме – Андре Рьомакл (1980), френска, I изд.
20. Сянката и брегът – Еманюел Роблес (1980), френска, I изд.
21. Роби за Халифата – Артур Лундквист (1980), шведска, I изд.
22. Лодката, която не искаше да плава – Фарли Моуът (1980), канадска, I изд.
23. Обсадата на Севастопол – Михаил Филипов (1981), руска, I изд.
24. По суша и море – Джоузеф Конрад (1981), английска, I изд.
25. Нощ в Лисабон – Ерих Мария Ремарк (1981), немска, I изд.
26. Грембоск – Анри Троая (1981), френска, I изд.
27. Mare Nostrum – Висенте Бласко Ибанес (1982), испанска, I изд.
28. Началото на края на комедията – Виктор Конецки (1982), руска, I изд.
29. Грего-Тремунтан – Борис Пилняк (1982), руска, I изд.
30. Морската роза – Пол Виалар (1982), френска, I изд.
31. Робинсън – Мюриъл Спарк (1982), английска, I изд.
32. Ураган над Ямайка – Ричард Хюз (1982), английска, I изд.
33. Морски обреди – Уилям Голдинг (1983), английска, I изд.
34. Куцата чайка – Саит Фаик (1983), турска, I изд.
35. Овъркил – Владимир Санин (1983), руска, I изд.
36. Империята на моретата – Пол Гимар (1983), френска, I изд.
37. Човек зад борда – Константин Станюкович (1983), руска, I изд.
38. Пелагия Каручката – Антонин Майе (1983), канадска, I изд.
39. Телеграма до господа – Ейно Койвистойнен (1984), финландска, I изд.
40. Съвременни легенди – Юрий Рътхеу (1984), чукотска, I изд.
41. Уикенд в Зюидкот – Робер Мерл (1984), френска, I изд.
42. Вчерашни грижи – Виктор Конецки (1985), руска, I изд.
43. Петкан или чистилището на Пасифика – Мишел Турние (1985), френска, I изд.
44. Капитанът – Никълъс Монсара (1985), английска, I изд.
45. Зелените хълмове – Уолтър Маккен (1985), ирландска, I изд.
46. От Шотландия до Силвърадо – Робърт Луис Стивънсън (1986), шотландска, I изд.
47. Бразди в океана – Веркор (1986), френска, I изд.
48. Морето, морето – Айрис Мърдок (1987), английска, I изд.
49. Един сокол лети – Уилбър Смит (1987), замбийска, I изд.
50. Крайцерът „Юлисис“ – Алистър Маклейн (1987), английска, I изд.
51. Морски вятър – Иван Соколов-Микитов (1989), руска, I изд.
52. Летуване на юг – Иво Андрич (1989), югославска, I изд.

## Поредица „Световни морски новели“
1. Руски морски новели, 1971 г.
2. Английски морски новели, 1972 г.
3. Полски морски новели, 1972 г.
4. Италиански морски новели, 1973 г.
5. Съветски морски новели, 1973 г.
6. Югославски морски новели, 1974 г.
7. Немски морски новели, 1974 г.
8. Холандски морски новели, 1975 г.
9. Гръцки морски новели, 1975 г.
10. Тихоокеански морски новели, 1976 г.
11. Морски новели от Австрия, ФРГ, Швейцария, 1976 г.
12. Американски морски новели, 1977 г.
13. Латиноамерикански морски новели, 1977 г.
14. Португалски морски новели, 1978 г.
15. Северни морски новели: Дания, Исландия, Норвегия, Финландия, Швеция, 1978 г.
16. Френски морски новели, 1979 г.
17. Турски морски новели, 1980 г.
18. Испански морски новели, 1981 г.
19. Арабски морски новели, 1983 г.

## Поредица „Математически методи в икономиката“
1970 г.
- Приложение на теорията на масовото обслужване при управлението на търговските предприятия [на дребно] – Евстати Петков
- Приложение на цифровите електронни изчислителни машини за автоматизация на изчисленията при нормиране на труда в промишлените предприятия – Николай Георгиев, Илия Личев, Недка Желева, Теню Матев

1971
- Математически методи и електронноизчислителна техника в стопанската дейност на предприятията от промишлеността и строителството. Сборник научни студии от конференцията, състояла се на 18 и 19 дек. в гр. Варна

1972
- Статистико-математически модели и методи за анализ и прогнозиране на потребителското търсене и вътрешния пазар – Любомир Станев, К. В. Швирков, Крум Александров
- Икономико-математически модели на междуотрасловия баланс на паричните отношения (при социализма) – Методи Христов

1973
- Оптимално управление на снабдяването с материали – Иван Стойков, Нина Калимерова-Янкова

1974
- Прогнозиране и оптимално планиране на транспортно-икономическите връзки – Борис Ив. Михайлов, Николай Николов

1975
- Математически модели на образуването и разпределението на дохода в стопанските организации – Камен Миркович

1976
- Икономико-математическото моделиране при управлението на стоковите запаси (в НРБ) – Любомир Станев, Никола Ив. Николов, Радослав Недев
- Математически модели за определяне пълната трудоемкост на отделните продукти – Камен Миркович

## Други
- „Уилям Шекспир СОНЕТИ“ (1979), Първо издание; Код: 08/95366/5706-8-59; Дадена за набор на 17 февруари 1979; Подписана за печат на 5 юни 1979; Излязла от печат на 9 октомври 1979; Формат: 16/70 х 100; Печ. коли: 12,25; Изд. коли: 15,80; Изд. 1282. Преводач: Владимир Свинтила; Редактор: Петър Алипиев; Художник: Любен Диманов; Макет: Кънчо Кънев; Художник-редактор: Иван Кенаров; Технически редактор: Магардич Моралев; Коректор: Жулиета Койчева